# Adoni-Bezeque
No Livro de Juízes (Juízes 1:4–7), Adoni-Bezeque (em hebraico: אדני בזק, cujo significado é "meu senhor é Bezeque") foi um rei cananeu que, tendo subjugado setenta dos reis  que estavam ao seu redor, foi atacado e derrotado pelos exércitos de Judá e Simeão. De acordo com Coggins ele provavelmente é a mesma pessoa que Adonizedeque mencionada em Josué 10, e prosperou cerca de 1200 AC.

## Mutilação
Segundo "Flavio Josefo" historiador judeu, (contemporâneo de Paulo) Adoni-Bezeque era conhecido pelos israelitas como um rei que removia os dedos polegares das mãos e dos pés dos reis que ele subjugou para torná-los inofensivos como guerreiros, presumivelmente para que eles não pudessem mais usar armas ou correr. Depois da morte de Josué, as tribos de Judá e Simeão continuaram a conquista israelita de Canaã, liderando um exército contra esse rei cananeu. Empregando a lei bíblica do "olho por olho" eles, aparentemente, fizeram o mesmo com Adoni-Bezeque antes de enviá-lo a Jerusalém como um escravo. Adoni-Bezeque é registrado como tendo dito: "Setenta reis, com os polegares de suas mãos e de seus pés cortados, juntavam migalhas embaixo da minha mesa. Deus me pagou de acordo com o que fiz".

## Vida
De acordo com os cronistas hebreus, ele confessou que Deus lhe tinha correspondido por sua crueldade como aos setenta reis a quem ele havia subjugado (Juízes 1:7). De outra forma, nada se sabe de sua vida pessoal depois de sua mutilação.

## Morte
Em poucos meses, ou possivelmente apenas algumas semanas depois de sua derrota, o ex-rei morreu, provavelmente de uma infecção causada por sua mutilação. Embora tivesse subjugado setenta outros reis, seu nome está faltando na lista de reis da cidade em Josué 7:9-24.